# Mistrzostwa świata do lat 18 w hokeju na lodzie mężczyzn 2023 (III Dywizja)
Mistrzostwa świata do lat 18 w hokeju na lodzie mężczyzn III dywizji 2023 odbyły się w dwóch państwach: w Islandii (Reykjavík) oraz w Południowej Afryce (Kapsztad). Zawody grupy A zostały rozegrane w dniach 12–18 marca 2023 roku, natomiast grupy B 13–16 marca 2023 roku.
W mistrzostwach trzeciej dywizji uczestniczyło 10 zespołów, które zostały podzielone na dwie grupy: jedną 6 zespołową, drugą 4 zespołową. Rozgrywały one mecze systemem każdy z każdym. Pierwsza drużyna turnieju grupy A awansowała do mistrzostw świata drugiej dywizji grupy B, ostatni zespół grupy A zagrał w grupie B, zastępując zwycięzcę turnieju grupy B.
Hale, w których odbyły się zawody to:
- Skautahöllin, w Akureyri
- Stadion lodowy, w Kapsztadzie

## Grupa A
Wyniki
| 12 marca 2023 | Izrael | 3:1 | Turcja | Skautahöllin, Akureyri |

| Szczegóły      | Szczegóły                                                          | Szczegóły       | Szczegóły              | Szczegóły                                                                                   |
| -------------- | ------------------------------------------------------------------ | --------------- | ---------------------- | ------------------------------------------------------------------------------------------- |
| Godzina: 13:00 | N. Kreimerman (PP) 48:22 L. Shulman (PP) 53:50 V. Lysov (EQ) 55:04 | (0:0, 0:1, 3:0) | 23:28 (EQ) B. Demirhan | Widzów: 35 Sędzia główny: Mats Wikstrand Sędziowie liniowi: Oli Gunnarsson Rasmus Stromberg |
| Godzina: 13:00 | 12 min. kar                                                        |                 | 12 min. kar            | Widzów: 35 Sędzia główny: Mats Wikstrand Sędziowie liniowi: Oli Gunnarsson Rasmus Stromberg |

| 12 marca 2023 | Luksemburg | 0:6 | Bośnia i Hercegowina | Skautahöllin, Akureyri |

| Szczegóły      | Szczegóły   | Szczegóły       | Szczegóły | Szczegóły                                                                              |
| -------------- | ----------- | --------------- | --- | -------------------------------------------------------------------------------------- |
| Godzina: 16:30 |             | (0:2, 0:2, 0:2) | 05:07 (EQ) I. Silajdzić 09:40 (SH) O. Puzić 27:12 (EQ) T. Mrkva 38:57 (EQ) A. Smajlović 41:37 (EQ) A. Bajramović 51:46 (EQ) A. Smajlović | Widzów: 42 Sędzia główny: Roman Mrkva Sędziowie liniowi: Andrew Cook Sindri Gunnarsson |
| Godzina: 16:30 | 10 min. kar |                 | 10 min. kar | Widzów: 42 Sędzia główny: Roman Mrkva Sędziowie liniowi: Andrew Cook Sindri Gunnarsson |

| 12 marca 2023 | Meksyk | 3:5 | Islandia | Skautahöllin, Akureyri |

| Szczegóły      | Szczegóły                                                             | Szczegóły       | Szczegóły | Szczegóły                                                                        |
| -------------- | --------------------------------------------------------------------- | --------------- | --- | -------------------------------------------------------------------------------- |
| Godzina: 20:00 | L. Valencia (EQ) 18:45 D. Rodriguez (PP) 24:02 L. Valencia (PS) 35:46 | (1:1, 2:0, 0:4) | 14:37 (EQ) O. Bjorgvinsson 40:51 (PP) U. Blöndal 45:52 (PP2) A. H. Kristjansson 53:17 (EQ) A. H. Kristjansson 59:23 (EQ/ENG) B. Einisson | Widzów: 523 Sędzia główny: Miha Bajt Sędziowie liniowi: Csaba Bandi Maksim Cepik |
| Godzina: 20:00 | 18 min. kar                                                           |                 | 12 min. kar | Widzów: 523 Sędzia główny: Miha Bajt Sędziowie liniowi: Csaba Bandi Maksim Cepik |

| 13 marca 2023 | Turcja | 15:1 | Luksemburg | Skautahöllin, Akureyri |

| Szczegóły      | Szczegóły | Szczegóły        | Szczegóły          | Szczegóły                                                                       |
| -------------- | --- | ---------------- | ------------------ | ------------------------------------------------------------------------------- |
| Godzina: 13:00 | E. Demir (EQ) 03:49 M. Ergene (EQ) 15:53 B. Demirhan (PP) 26:38 M. Karadağ (EQ) 27:16 O. Meydanci (EQ) 28:41 E. Demir (EQ) 29:58 E. Odabaş (EQ) 30:32 E. Akbulut (PP) 35:09 E. Odabaş (EQ) 35:31 E. Odabaş (EQ) 35:58 O. Meydanci (EQ) 37:17 Z. Şerik (EQ) 38:15 E. Odabaş (EQ) 47:12 A. Girgin (EQ) 55:46 B. Demirhan (EQ) 59:22 | (2:0, 10:0, 3:1) | 58:31 (EQ) A. York | Widzów: 15 Sędzia główny: Miha Bajt Sędziowie liniowi: Maksim Cepik Andrew Cook |
| Godzina: 13:00 | 33 min. kar |                  | 10 min. kar        | Widzów: 15 Sędzia główny: Miha Bajt Sędziowie liniowi: Maksim Cepik Andrew Cook |

| 13 marca 2023 | Izrael | 2:3 | Meksyk | Skautahöllin, Akureyri |

| Szczegóły      | Szczegóły                                   | Szczegóły       | Szczegóły                                                            | Szczegóły                                                                           |
| -------------- | ------------------------------------------- | --------------- | -------------------------------------------------------------------- | ----------------------------------------------------------------------------------- |
| Godzina: 16:30 | L. Kon (EQ) 19:02 G. Aharonovich (EQ) 31:32 | (1:1, 1:2, 0:0) | 07:17 (EQ) F. Briseno 27:47 (PP) D. Rodriguez 32:08 (EQ) L. Valencia | Widzów: 50 Sędzia główny: Roman Mrkva Sędziowie liniowi: Csaba Bandi Oli Gunnarsson |
| Godzina: 16:30 | 12 min. kar                                 |                 | 8 min. kar                                                           | Widzów: 50 Sędzia główny: Roman Mrkva Sędziowie liniowi: Csaba Bandi Oli Gunnarsson |

| 13 marca 2023 | Islandia | 9:0 | Bośnia i Hercegowina | Skautahöllin, Akureyri |

| Szczegóły      | Szczegóły | Szczegóły       | Szczegóły  | Szczegóły                                                                                      |
| -------------- | --- | --------------- | ---------- | ---------------------------------------------------------------------------------------------- |
| Godzina: 20:00 | O. Jónsson (EQ) 00:24 A. H. Kristjansson (EQ/EA) 22:16 O. Jónsson (EQ) 25:21 O. Jónsson (EQ) 33:55 B. Einisson (EQ) 40:23 V. Mojzyszek (EQ) 43:19 A. H. Kristjansson (EQ) 49:11 H. Hrolfsson (EQ) 52:55 O. Bjorgvinsson (EQ) 59:33 | (1:0, 3:0, 5:0) |            | Widzów: 457 Sędzia główny: Mats Wikstrand Sędziowie liniowi: Maximilian Gatol Rasmus Stromberg |
| Godzina: 20:00 | 2 min. kar |                 | 0 min. kar | Widzów: 457 Sędzia główny: Mats Wikstrand Sędziowie liniowi: Maximilian Gatol Rasmus Stromberg |

| 15 marca 2023 | Izrael | 18:0 | Luksemburg | Skautahöllin, Akureyri |

| Szczegóły      | Szczegóły | Szczegóły       | Szczegóły   | Szczegóły                                                                            |
| -------------- | --- | --------------- | ----------- | ------------------------------------------------------------------------------------ |
| Godzina: 13:00 | G. Aharonovich (EQ) 03:22 L. Shulman (EQ) 09:05 Y. Sharon (EQ) 10:00 G. Aharonovich (EQ) 13:05 Y. Melnikov (EQ) 15:31 S. Kazinetz (EQ) 23:20 S. Kazinetz (EQ) 23:39 N. Ougortsin (PP2) 26:21 N. Ougortsin (EQ) 29:39 I. Kerner (PP) 36:15 M. Dashanov (AG/EQ) 37:50 A. Rigler (PP) 40:26 G. Aharonovich (SH) 44:33 V. Lysov (EQ) 47:13 Y. Sharon (EQ) 49:02 V. Lysov (EQ) 49:28 Y. Sharon (SH) 53:43 L. Kon (EQ) 59:37 | (5:0, 6:0, 7:0) |             | Widzów: 17 Sędzia główny: Miha Bajt Sędziowie liniowi: Csaba Bandi Sindri Gunnarsson |
| Godzina: 13:00 | 8 min. kar |                 | 12 min. kar | Widzów: 17 Sędzia główny: Miha Bajt Sędziowie liniowi: Csaba Bandi Sindri Gunnarsson |

| 15 marca 2023 | Meksyk | 7:2 | Bośnia i Hercegowina | Skautahöllin, Akureyri |

| Szczegóły      | Szczegóły | Szczegóły       | Szczegóły                                  | Szczegóły                                                                               |
| -------------- | --- | --------------- | ------------------------------------------ | --------------------------------------------------------------------------------------- |
| Godzina: 16:30 | I. Loria (EQ) 01:58 L. Valencia (EQ) 12:44 I. Loria (EQ) 21:55 F. Briseno (PP) 29:38 D. Rodriguez (EQ) 46:42 I. Soto Borja (EQ) 51:51 A. Natenzon (EQ) 52:36 | (2:0, 2:1, 3:1) | 27:37 (PP) T. Mrkva 53:56 (EQ/EA) F. Capin | Widzów: 35 Sędzia główny: Mats Wikstrand Sędziowie liniowi: Maksim Cepik Oli Gunnarsson |
| Godzina: 16:30 | 14 min. kar |                 | 8 min. kar                                 | Widzów: 35 Sędzia główny: Mats Wikstrand Sędziowie liniowi: Maksim Cepik Oli Gunnarsson |

| 15 marca 2023 | Islandia | 8:4 | Turcja | Skautahöllin, Akureyri |

| Szczegóły      | Szczegóły | Szczegóły       | Szczegóły                                                                           | Szczegóły                                                                              |
| -------------- | --- | --------------- | ----------------------------------------------------------------------------------- | -------------------------------------------------------------------------------------- |
| Godzina: 20:00 | U. Blöndal (PP) 08:35 U. Blöndal (EQ) 16:06 K. Johannesson (EQ) 19:18 O. Jónsson (EQ) 28:28 U. Blöndal (EQ) 28:50 A. H. Kristjansson (EQ) 38:32 A. H. Kristjansson (PP) 50:01 A. H. Kristjansson (EQ) 50:57 | (3:1, 3:2, 2:1) | 11:35 (PP) O. Meydanci 27:40 (EQ) E. Demir 36:56 (PP2) E. Demir 51:30 (SH) E. Demir | Widzów: 535 Sędzia główny: Roman Mrkva Sędziowie liniowi: Andrew Cook Maximilian Gatol |
| Godzina: 20:00 | 10 min. kar |                 | 14 min. kar                                                                         | Widzów: 535 Sędzia główny: Roman Mrkva Sędziowie liniowi: Andrew Cook Maximilian Gatol |

| 16 marca 2023 | Bośnia i Hercegowina | 0:11 | Izrael | Skautahöllin, Akureyri |

| Szczegóły      | Szczegóły   | Szczegóły       | Szczegóły | Szczegóły                                                                              |
| -------------- | ----------- | --------------- | --- | -------------------------------------------------------------------------------------- |
| Godzina: 13:00 |             | (0:4, 0:3, 0:4) | 06:57 (EQ) V. Lysov 12:31 (SH) I. Kerner 15:57 (EQ) Y. Raskin 17:27 (EQ) G. Aharonovich 33:49 (EQ) Y. Raskin 35:30 (EQ) A. Rigler 37:53 (EQ) A. Elkin 48:05 (PP) N. Kreimerman 53:28 (PP) Y. Sharon 55:03 (EQ) V. Lysov 59:43 (EQ) D. Muller | Widzów: 18 Sędzia główny: Roman Mrkva Sędziowie liniowi: Andrew Cook Sindri Gunnarsson |
| Godzina: 13:00 | 10 min. kar |                 | 6 min. kar | Widzów: 18 Sędzia główny: Roman Mrkva Sędziowie liniowi: Andrew Cook Sindri Gunnarsson |

| 16 marca 2023 | Turcja | 5:3 | Meksyk | Skautahöllin, Akureyri |

| Szczegóły      | Szczegóły                                                                                              | Szczegóły       | Szczegóły                                                           | Szczegóły                                                                                |
| -------------- | --- | --------------- | ------------------------------------------------------------------- | ---------------------------------------------------------------------------------------- |
| Godzina: 16:30 | Z. Şerik (EQ) 18:14 E. Demir (EQ) 19:25 E. Odabaş (EQ) 26:57 E. Akbulut (PP) 32:46 E. Demir (EQ) 54:36 | (2:0, 2:2, 1:1) | 27:13 (EQ) L. Valencia 32:20 (SH) L. Valencia 46:09 (EQ) A. Guevara | Widzów: 40 Sędzia główny: Miha Bajt Sędziowie liniowi: Maximilian Gatol Rasmus Stromberg |
| Godzina: 16:30 | 12 min. kar                                                                                            |                 | 8 min. kar                                                          | Widzów: 40 Sędzia główny: Miha Bajt Sędziowie liniowi: Maximilian Gatol Rasmus Stromberg |

| 16 marca 2023 | Luksemburg | 0:13 | Islandia | Skautahöllin, Akureyri |

| Szczegóły      | Szczegóły   | Szczegóły       | Szczegóły | Szczegóły                                                                             |
| -------------- | ----------- | --------------- | --- | ------------------------------------------------------------------------------------- |
| Godzina: 20:00 |             | (0:3, 0:3, 0:7) | 01:30 (EQ) V. Mojzyszek 01:48 (EQ) A. Karvelsson 11:42 (EQ) B. Einisson 23:40 (EQ) A. Karvelsson 24:44 (EQ) O. Jónsson 37:37 (PP) O. Bjorgvinsson 42:13 (PP) O. Jónsson 43:33 (EQ) H. Bjarnason 45:17 (EQ) B. Einisson 45:41 (EQ) A. Karvelsson 53:06 (EQ) O. Bjorgvinsson 55:50 (PP) U. Blöndal | Widzów: 542 Sędzia główny: Mats Wikstrand Sędziowie liniowi: Csaba Bandi Maksim Cepik |
| Godzina: 20:00 | 10 min. kar |                 | 4 min. kar | Widzów: 542 Sędzia główny: Mats Wikstrand Sędziowie liniowi: Csaba Bandi Maksim Cepik |

| 18 marca 2023 | Bośnia i Hercegowina | 0:2 | Turcja | Skautahöllin, Akureyri |

| Szczegóły      | Szczegóły  | Szczegóły       | Szczegóły                                   | Szczegóły                                                                                 |
| -------------- | ---------- | --------------- | ------------------------------------------- | ----------------------------------------------------------------------------------------- |
| Godzina: 11:00 |            | (0:0, 0:1, 0:1) | 29:26 (EQ) M. Karadağ 57:33 (EQ) E. Öztorun | Widzów: 20 Sędzia główny: Mats Wikstrand Sędziowie liniowi: Maksim Cepik Maximilian Gatol |
| Godzina: 11:00 | 8 min. kar |                 | 6 min. kar                                  | Widzów: 20 Sędzia główny: Mats Wikstrand Sędziowie liniowi: Maksim Cepik Maximilian Gatol |

| 18 marca 2023 | Meksyk | 15:2 | Luksemburg | Skautahöllin, Akureyri |

| Szczegóły      | Szczegóły | Szczegóły       | Szczegóły                                 | Szczegóły                                                                                 |
| -------------- | --- | --------------- | ----------------------------------------- | ----------------------------------------------------------------------------------------- |
| Godzina: 14:30 | I. Soto Borja (EQ) 12:35 M. Abdala (PP2) 17:16 N. Potts (EQ) 19:09 F. Briseno (EQ) 28:53 C. Potts (EQ) 33:53 D. Rodriguez (PP) 35:05 N. Potts (EQ) 35:23 L. Valencia (EQ) 37:29 F. Parra (EQ) 43:50 L. Valencia (EQ) 45:59 M. Abdala (EQ) 47:50 L. Valencia (EQ) 51:24 F. Romano (EQ) 53:19 C. Potts (EQ) 54:47 F. Briseno (EQ) 56:01 | (3:1, 5:1, 7:0) | 14:22 (PP) C. Springer 31:26 (EQ) A. York | Widzów: 38 Sędzia główny: Roman Mrkva Sędziowie liniowi: Oli Gunnarsson Sindri Gunnarsson |
| Godzina: 14:30 | 12 min. kar |                 | 10 min. kar                               | Widzów: 38 Sędzia główny: Roman Mrkva Sędziowie liniowi: Oli Gunnarsson Sindri Gunnarsson |

| 18 marca 2023 | Islandia | 1:5 | Izrael | Skautahöllin, Akureyri |

| Szczegóły      | Szczegóły               | Szczegóły       | Szczegóły | Szczegóły                                                                            |
| -------------- | ----------------------- | --------------- | --- | ------------------------------------------------------------------------------------ |
| Godzina: 18:00 | V. Mojzyszek (PP) 52:42 | (0:2, 0:0, 1:3) | 01:16 (EQ) Y. Melnikov 17:24 (EQ) G. Aharonovich 55:38 (EQ) A. Rigler 59:06 (EQ/ENG) L. Kon 60:00 (EQ) I. Kerner | Widzów: 628 Sędzia główny: Miha Bajt Sędziowie liniowi: Andrew Cook Rasmus Stromberg |
| Godzina: 18:00 | 8 min. kar              |                 | 41 min. kar | Widzów: 628 Sędzia główny: Miha Bajt Sędziowie liniowi: Andrew Cook Rasmus Stromberg |

Tabela
| Lp. | Zespół               | M | Pkt | Z | Zd | Pd | P | G+ | G- | +/− |
| --- | -------------------- | - | --- | - | -- | -- | - | -- | -- | --- |
| 1.  | Izrael               | 5 | 12  | 4 | 0  | 0  | 1 | 39 | 5  | +34 |
| 2.  | Islandia             | 5 | 12  | 4 | 0  | 0  | 1 | 36 | 12 | +24 |
| 3.  | Turcja               | 5 | 9   | 3 | 0  | 0  | 2 | 27 | 15 | +12 |
| 4.  | Meksyk               | 5 | 9   | 3 | 0  | 0  | 2 | 31 | 16 | +15 |
| 5.  | Bośnia i Hercegowina | 5 | 3   | 1 | 0  | 0  | 4 | 8  | 29 | -21 |
| 6.  | Luksemburg           | 5 | 0   | 0 | 0  | 0  | 5 | 3  | 67 | -64 |

    = awans do dywizji II, grupy B      = spadek do dywizji III, grupy B
Statystyki indywidualne
- Klasyfikacja strzelców:  Luis Valencia: 9 goli[1]
- Klasyfikacja asystentów:  Uni Blöndal
 Birkir Einisson: 9 asyst[2]
- Klasyfikacja kanadyjska:  Luis Valencia: 15 punktów[3]
- Klasyfikacja +/−:  Leon Shulman: +14[4]
- Klasyfikacja skuteczności interwencji bramkarzy:  David Verkhovski: 97,92%[5]
- Klasyfikacja średniej goli straconych na mecz bramkarzy:  David Verkhovski: 0,67
- Klasyfikacja minut kar:  Nir Sigalov: 25 minut[6]

Nagrody indywidualne
Dyrektoriat turnieju wybrał trójkę najlepszych zawodników, po jednym na każdej pozycji:
- Bramkarz:  Karim Ahmetovski
- Obrońca:  Arnar Helgi Kristjansson
- Napastnik:  Luis Valencia

## Grupa B
Wyniki
| 13 marca 2023 | Nowa Zelandia | 4:2 | Tajlandia | Stadion lodowy, Kapsztad |

| Szczegóły      | Szczegóły                                                                               | Szczegóły       | Szczegóły                                       | Szczegóły                                                                               |
| -------------- | --------------------------------------------------------------------------------------- | --------------- | ----------------------------------------------- | --------------------------------------------------------------------------------------- |
| Godzina: 14:00 | M. MacDonald (PP) 06:20 M. MacDonald (EQ) 12:01 J. Lewis (SH) 17:10 J. Carey (EQ) 31:28 | (3:0, 1:2, 0:0) | 26:33 (PP) N. Sutivijitho 38:54 (EQ) C. Intajak | Widzów: 50 Sędzia główny: Rasmus Andersen Sędziowie liniowi: Kang Kyu-seong Morne Moses |
| Godzina: 14:00 | 14 min. kar                                                                             |                 | 10 min. kar                                     | Widzów: 50 Sędzia główny: Rasmus Andersen Sędziowie liniowi: Kang Kyu-seong Morne Moses |

| 13 marca 2023 | Południowa Afryka | 2:4 | Hongkong | Stadion lodowy, Kapsztad |

| Szczegóły      | Szczegóły                               | Szczegóły       | Szczegóły                                                                                     | Szczegóły                                                                                                 |
| -------------- | --------------------------------------- | --------------- | --------------------------------------------------------------------------------------------- | --- |
| Godzina: 19:00 | Y. Levi (EQ) 31:04 A. Mphaga (EQ) 55:35 | (0:1, 1:0, 1:3) | 19:23 (PP) W. S. R. Wong 48:23 (EQ) T. H. D. Cheung 52:48 (EQ) Y. Yam 54:48 (EQ) S. Y. R. Koo | Widzów: 200 Sędzia główny: Abdullah Al-Zidan Raivis Jucers Sędziowie liniowi: Richard Button Choi Do-yeon |
| Godzina: 19:00 | 10 min. kar                             |                 | 4 min. kar                                                                                    | Widzów: 200 Sędzia główny: Abdullah Al-Zidan Raivis Jucers Sędziowie liniowi: Richard Button Choi Do-yeon |

| 14 marca 2023 | Nowa Zelandia | 4:5 | Hongkong | Stadion lodowy, Kapsztad |

| Szczegóły      | Szczegóły                                                                                   | Szczegóły       | Szczegóły | Szczegóły                                                                               |
| -------------- | ------------------------------------------------------------------------------------------- | --------------- | --- | --------------------------------------------------------------------------------------- |
| Godzina: 14:00 | M. MacDonald (EQ) 14:44 S. Chamberlin (EQ) 33:49 J. Carey (SH) 57:55 J. Carey (SH/EA) 59:12 | (1:1, 1:2, 2:2) | 00:15 (EQ) Y. Yam 35:46 (EQ) S. Y. R. Koo 38:00 (EQ) T. H. D. Cheung 40:37 (EQ) R. Mak 59:52 (EQ) T. H. D. Cheung | Widzów: 30 Sędzia główny: Abdullah Al-Zidan Sędziowie liniowi: Choi Do-yeon Morne Moses |
| Godzina: 14:00 | 2 min. kar                                                                                  |                 | 26 min. kar | Widzów: 30 Sędzia główny: Abdullah Al-Zidan Sędziowie liniowi: Choi Do-yeon Morne Moses |

| 14 marca 2023 | Tajlandia | 7:1 | Południowa Afryka | Stadion lodowy, Kapsztad |

| Szczegóły      | Szczegóły | Szczegóły       | Szczegóły          | Szczegóły                                                                                 |
| -------------- | --- | --------------- | ------------------ | ----------------------------------------------------------------------------------------- |
| Godzina: 19:00 | N. Sutivijitho (SH2) 03:14 C. Intajak (EQ) 05:08 T. Pataramasakul (EQ) 07:21 T. Kulthanthorn (PP) 09:19 N. Patong (EQ) 16:10 T. Jewmaidang (EQ) 21:09 N. Patong (EQ) 59:33 | (5:0, 1:1, 1:0) | 24:36 (EQ) Y. Levi | Widzów: 150 Sędzia główny: Raivis Jucers Sędziowie liniowi: Ahmed Al-Farsi Kang Kyu-seong |
| Godzina: 19:00 | 10 min. kar |                 | 16 min. kar        | Widzów: 150 Sędzia główny: Raivis Jucers Sędziowie liniowi: Ahmed Al-Farsi Kang Kyu-seong |

| 16 marca 2023 | Hongkong | 4:5 | Tajlandia | Stadion lodowy, Kapsztad |

| Szczegóły      | Szczegóły                                                                                                 | Szczegóły       | Szczegóły | Szczegóły                                                                              |
| -------------- | --- | --------------- | --- | -------------------------------------------------------------------------------------- |
| Godzina: 14:00 | T. H. D. Cheung (EQ) 24:14 T. H. D. Cheung (PP) 39:48 T. H. D. Cheung (EQ) 49:55 W. S. R. Wong (EQ) 50:46 | (0:2, 2:2, 2:1) | 07:59 (PP) C. Intajak 12:33 (EQ) P. Prasertthanma 21:05 (PP) N. Sutivijitho 39:18 (PP) T. Kulthanthorn 57:52 (EQ) S. Suttigarn | Widzów: 50 Sędzia główny: Raivis Jucers Sędziowie liniowi: Richard Button Choi Do-yeon |
| Godzina: 14:00 | 18 min. kar                                                                                               |                 | 14 min. kar | Widzów: 50 Sędzia główny: Raivis Jucers Sędziowie liniowi: Richard Button Choi Do-yeon |

| 16 marca 2023 | Południowa Afryka | 1:7 | Nowa Zelandia | Stadion lodowy, Kapsztad |

| Szczegóły      | Szczegóły          | Szczegóły       | Szczegóły | Szczegóły                                                                                   |
| -------------- | ------------------ | --------------- | --- | ------------------------------------------------------------------------------------------- |
| Godzina: 19:00 | Y. Levi (EQ) 35:52 | (0:1, 1:3, 0:3) | 14:46 (SH) N. Hayward-Jones 28:38 (EQ) S. Jansen Middleton 30:21 (EQ) M. Simpson 38:40 (EQ) M. Simpson 48:26 (EQ) I. Dalmatau 48:48 (EQ) J. Lewis 49:40 (EQ) M. Simpson | Widzów: 400 Sędzia główny: Rasmus Andersen Sędziowie liniowi: Ahmed Al-Farsi Kang Kyu-seong |
| Godzina: 19:00 | 10 min. kar        |                 | 10 min. kar | Widzów: 400 Sędzia główny: Rasmus Andersen Sędziowie liniowi: Ahmed Al-Farsi Kang Kyu-seong |

Tabela
| Lp. | Zespół            | M | Pkt | Z | Zd | Pd | P | G+ | G- | +/− |
| --- | ----------------- | - | --- | - | -- | -- | - | -- | -- | --- |
| 1.  | Nowa Zelandia     | 3 | 6   | 2 | 0  | 0  | 1 | 15 | 8  | +7  |
| 2.  | Hongkong          | 3 | 6   | 2 | 0  | 0  | 1 | 13 | 11 | +2  |
| 3.  | Tajlandia         | 3 | 6   | 2 | 0  | 0  | 1 | 14 | 9  | +5  |
| 4.  | Południowa Afryka | 3 | 0   | 0 | 0  | 0  | 3 | 4  | 18 | -14 |

    = awans do dywizji III, grupy A
Statystyki indywidualne
- Klasyfikacja strzelców:  Ting Hei Darren Cheung: 6 goli[8]
- Klasyfikacja asystentów:  Yau Yam: 5 asyst[9]
- Klasyfikacja kanadyjska:  Ting Hei Darren Cheung: 7 punktów[10]
- Klasyfikacja +/−:  Randolph Mak: +7[11]
- Klasyfikacja skuteczności interwencji bramkarzy:  James Na Phikul McAlear: 90,38%[12]
- Klasyfikacja średniej goli straconych na mecz bramkarzy:  Chung Him Kalman Yang: 2,45
- Klasyfikacja minut kar:  Ulrich van der Westhuizen: 10 minut[13]

Nagrody indywidualne
Dyrektoriat turnieju wybrał trójkę najlepszych zawodników, po jednym na każdej pozycji:
- Bramkarz:  Nico Janse van Rensburg
- Obrońca:  Ting Hei Darren Cheung
- Napastnik:  Yau Yam